# Коуан, Энди
Э́ндрю Б. Ко́уан (англ. Andrew B. Coan; 4 марта 1958, Ноксвилл — 20 марта 2017, Бока-Ратон) — американский пловец, специалист по плаванию вольным стилем. Выступал за сборную США в середине 1970-х годов, трёхкратный чемпион мира, рекордсмен мира, победитель летней Универсиады в Софии.

## Биография
Родился 4 марта 1958 года в Ноксвилле, штат Теннесси. Серьёзно занимался плаванием с раннего детства, состоял в плавательной команде старшей школы Pine Crest, где проходил подготовку под руководством тренера Джека Нельсона.
Мировая известность пришла к нему в 1975 году, когда он, будучи ещё семнадцатилетним школьником, на региональных соревнованиях Любительского атлетического союза США в Форт-Лодердейле, установил мировой рекорд в плавании на 100 метров вольным стилем, превзойдя на 0,01 секунды достижение своего титулованного соотечественника Джима Монтгомери. Тем не менее, рекорд продержался не долго, спустя 20 дней Монтгомери вернул себе лидерство.
На волне успеха в том же 1975 году Коуан одержал победу на чемпионате США в плавании на 100 ярдов вольным стилем и, попав в основной состав американской национальной сборной, побывал на чемпионате мира по водным видам спорта в Кали, где завоевал сразу три золотые медали в трёх разных дисциплинах: в индивидуальном зачёте на 100 метрах, в эстафете вольным стилем 4 × 100 м (мировой рекорд) и комбинированной эстафете 4 × 100 м.
По окончании школы в 1976 году поступил в Университет Теннесси, где продолжал плавать и выступать за местную университетскую команду. За время обучения четыре раза бил рекорды США, в общей сложности семь раз побеждал на чемпионатах Национальной ассоциации студенческого спорта, в том числе дважды становился лучшим на дистанциях 50 и 100 м. На выпускном курсе возглавлял университетскую спортивную команду Tennessee Volunteers на национальном чемпионате и в итоге был признан лучшим спортсменом года университета. Также в бытность студентом выступил на летней Универсиаде 1977 года в Софии — выиграл эстафету 4 × 100 м вольным стилем, тогда как на стометровке в личном зачёте получил серебряную медаль, уступив только соотечественнику Джону Эбуне.
Рассматривался в числе основных кандидатов на участие в летних Олимпийских играх 1980 года в Москве, однако Соединённые Штаты вместе с несколькими другими западными странами бойкотировали эти соревнования по политически причинам. Пытался пройти отбор и на следующую Олимпиаду в Лос-Анджелесе, но для квалификации ему не хватило всего 0,44 секунды.
Завершив спортивную карьеру, работал тренером по плаванию в старшей школе Saint Andrews города Бока-Ратон, Флорида.
Умер от рака печени 20 марта 2017 года в возрасте 59 лет.